# 1661
Il 1661 (MDCLXI in numeri romani) è un anno  del XVII secolo.

## Eventi
- 18 febbraio – Kangxi diventa Imperatore della Cina.
- 10 marzo – Luigi XIV  si nomina ministeriat di Francia, dopo la morte del cardinale Mazarino.
- 22 marzo – terremoto valutato del X grado MCS colpisce l'Appennino tosco-romagnolo creando ingenti danni soprattutto agli abitati di Rocca San Casciano, Galeata, Civitella di Romagna.
- 28 marzo – Antoniotto Invrea, Marchese di Pontinvrea, viene eletto 116º Doge della Repubblica di Genova e Re di Corsica
- 21 giugno – Pace di Kardis: La Russia riconsegna alla Svezia i territori conquistati nell'ambito della Seconda guerra del Nord.
- 5 settembre – Luigi XIV, nel giorno del suo 23º compleanno, fa arrestare il sovrintendente alle finanze Nicolas Fouquet da d'Artagnan
- 12 settembre – Luigi XIV sopprime la sovrintendenza alle finanze sostituendola con il Consiglio reale delle finanze con a capo Jean-Baptiste Colbert
- Inizia la costruzione della Reggia di Versailles
- Carlo II d'Inghilterra costituisce il Parlamento dei Cavalieri, di netta prevalenza realista.
- Robert Boyle pubblica il libro Il Chimico Scettico, primo classico moderno della chimica.
- Il Parlamento inglese approva il Corporation Act, che stabilisce l'esclusione dagli uffici pubblici dei non-conformisti (coloro che rifiuteranno l'Atto di uniformità del 1662).
- Il Sultano dell'Impero ottomano, Mehmet IV, nomina Gran visir Fazil Ahmed Köprülü

## Nati

### Gennaio
- 7 gennaio - Maria degli Angeli Fontanella, religiosa italiana († 1717)
- 9 gennaio - Sigismondo Carlo Castelbarco, vescovo cattolico italiano († 1708)
- 25 gennaio - Antonio I di Monaco, principe († 1731)
- 25 gennaio - Alexander zu Dohna-Schlobitten, militare e diplomatico prussiano († 1728)
- 30 gennaio - Charles Rollin, storico francese († 1741)

### Febbraio
- 25 febbraio - Anne Lennard, contessa di Sussex, nobile britannica

### Marzo
- 9 marzo - Curzio Origo, cardinale italiano († 1737)
- 19 marzo - Francesco Gasparini, compositore italiano († 1727)
- 21 marzo - Pierre Dandrieu, organista, compositore e prete francese († 1733)

### Aprile
- 4 aprile - Luigi-Armando I di Borbone-Conti, militare francese († 1685)
- 5 aprile - Karl August I von Alvensleben, scrittore tedesco († 1697)
- 5 aprile - Constantijn Francken, pittore fiammingo († 1717)
- 11 aprile - Antoine Coypel, pittore e decoratore francese († 1722)
- 14 aprile - Domenico Maria Muratori, pittore italiano († 1742)
- 18 aprile - Elias Terwesten, pittore e incisore olandese
- 19 aprile - Francesco Dini, abate, giurista e storico italiano
- 21 aprile - Georg Joseph Kamel, gesuita, missionario e botanico ceco († 1706)
- 26 aprile - René-Joseph de Tournemine, teologo, gesuita e filosofo francese († 1739)

### Maggio
- 3 maggio - Giovan Battista Nelli, architetto italiano († 1725)
- 3 maggio - Antonio Vallisneri, medico, scienziato e naturalista italiano († 1730)
- 7 maggio - Sofia Maria d'Assia-Darmstadt, nobile († 1712)
- 9 maggio - Jahandar Shah, sovrano († 1713)
- 19 maggio - Francesco Andrea Grassi, vescovo cattolico italiano († 1712)
- 25 maggio - Claude Buffier, cartografo, storico e filosofo francese († 1737)

### Giugno
- 6 giugno - Giacomo Antonio Perti, compositore italiano († 1756)
- 7 giugno - Álvaro de Abranches e Noronha, vescovo cattolico portoghese († 1746)
- 9 giugno - Fëdor III di Russia, sovrano († 1682)
- 26 giugno - Johanna Eleonora De la Gardie, scrittrice e poetessa svedese († 1708)
- 26 giugno - Baldassarre Fontana, architetto e stuccatore svizzero († 1733)

### Luglio
- 20 luglio - Pierre Le Moyne d'Iberville, navigatore e esploratore francese († 1706)
- 29 luglio - Cristiano Enrico di Brandeburgo-Kulmbach, nobile tedesco († 1708)

### Agosto
- 2 agosto - Pascasio Giannetti, filosofo italiano († 1742)
- 7 agosto - Enrico d'Elbeuf, nobile francese († 1748)
- 8 agosto - Johann Matthias von der Schulenburg, militare, mecenate e collezionista d'arte tedesco († 1747)
- 24 agosto - Filippo Cagnola, architetto italiano († 1714)
- 24 agosto - Filippo Maria Resta, vescovo cattolico italiano († 1706)
- 28 agosto - Anne Dieu-le-veut, pirata francese († 1710)

### Settembre
- 2 settembre - Georg Böhm, compositore e organista tedesco († 1733)
- 2 settembre - Enrico di Sassonia-Merseburg, duca († 1738)
- 7 settembre - Gunno Eurelius Dahlstierna, poeta svedese († 1709)
- 8 settembre - Mariangela Virgili, religiosa italiana († 1734)
- 12 settembre - Giovanni Giuseppe Piccini, scultore italiano († 1723)
- 21 settembre - Carlo Donelli, pittore italiano († 1715)

### Ottobre
- 8 ottobre - Michel Le Quien, presbitero, teologo e storico francese († 1733)
- 11 ottobre - Melchior de Polignac, cardinale, arcivescovo cattolico e diplomatico francese († 1741)
- 13 ottobre - Cornelius van Steenoven, arcivescovo vetero-cattolico olandese († 1725)
- 17 ottobre - Angela Teresa Muratori, artista e musicista italiana († 1708)

### Novembre
- 1º novembre - Florent Carton, drammaturgo e attore teatrale francese († 1725)
- 1º novembre - Luigi, il Gran Delfino, nobile francese († 1711)
- 4 novembre - Carlo III Filippo del Palatinato, nobile († 1742)
- 6 novembre - Carlo II di Spagna, sovrano spagnolo († 1700)
- 13 novembre - Erdmute Dorotea di Sassonia-Zeitz, principessa tedesca († 1720)
- 15 novembre - Enrico di Lorena, conte di Brionne, nobile francese († 1713)
- 18 novembre - Elisabetta Enrichetta d'Assia-Kassel, nobile tedesco († 1683)
- 18 novembre - Filippo Buonarroti, antiquario, numismatico e archeologo italiano († 1733)
- 22 novembre - Benoît Audran detto il Vecchio, incisore francese († 1721)
- 23 novembre - Johann Joachim Schöpffer, giurista tedesco († 1719)
- 28 novembre - Dorotea Carlotta di Brandeburgo-Ansbach, nobile tedesco († 1705)
- 28 novembre - Edward Hyde, III conte di Clarendon, nobile e politico britannico († 1723)

### Dicembre
- 5 dicembre - Robert Harley, I conte di Oxford e conte di Mortimer, nobile e politico britannico († 1724)
- 18 dicembre - Christopher Polhem, scienziato e inventore svedese († 1751)
- 28 dicembre - Gaetano Argento, giurista e magistrato italiano († 1730)

### Senza giorno specificato
- Phrachao Suea, sovrano († 1709)
- Samuele di Alessandria, arcivescovo ortodosso greco († 1723)
- Fëdor Matveevič Apraksin, ammiraglio russo († 1728)
- William Cleland, poeta e militare scozzese († 1689)
- Pierre Crozat, funzionario francese († 1740)
- Alexandre-François Desportes, pittore francese († 1743)
- Anne Finch, poetessa britannica († 1720)
- Samuel Garth, medico e poeta inglese († 1719)
- Henry Hall,  britannico († 1755)
- James Hamilton, VI conte di Abercorn, nobile scozzese († 1734)
- Guillaume François Antoine marchese de l'Hôpital, nobile e matematico francese († 1704)
- William Kerr, II marchese di Lothian, nobile e ufficiale scozzese († 1722)
- Takarai Kikaku, poeta giapponese († 1707)
- Stefano Maria Legnani, pittore italiano († 1713)
- Oronzo Malinconico, pittore italiano († 1709)
- Daniel Marot, architetto, designer e incisore francese († 1752)
- Bianca Maria Meda, compositrice italiana († 1732)
- Pierre Mortier, disegnatore olandese († 1711)
- Theodorus Netscher, pittore olandese († 1732)
- Jean Papillon il Giovane, incisore e disegnatore francese († 1723)
- Charles Paulet, II duca di Bolton, politico inglese († 1722)
- Ercole Tomaso Roero, politico, militare e diplomatico italiano († 1747)
- Clemente Spera, pittore italiano († 1742)
- Eleonora Barbara di Thun-Hohenstein, principessa austriaca († 1723)
- Fernando de Valdés y Tamón, militare e politico spagnolo († 1740)
- Mathurin Veyssière de La Croze, scrittore francese († 1739)
- Angélique de Fontanges, nobildonna francese († 1681)
- Elmas Mehmed Pascià, politico e militare ottomano († 1697)
- Muhsinzade Abdullah Pascià, politico e militare ottomano († 1749)

## Morti

### Gennaio
- 1º gennaio - Pieter Claesz, pittore olandese
- 6 gennaio - Pompeo Colonna, scrittore, poeta e librettista italiano
- 12 gennaio - Nicolas Perrey, incisore e pittore francese (n. 1596)
- 29 gennaio - Bartolomeo Gennari, pittore italiano (n. 1594)

### Febbraio
- 2 febbraio - Luca Olstenio, umanista, geografo e storico tedesco (n. 1596)
- 5 febbraio - Shunzhi, imperatore cinese (n. 1638)
- 10 febbraio - Onorio Domenico Caramella, letterato, poeta e religioso italiano (n. 1623)
- 11 febbraio - Pierre Nivelle, vescovo cattolico, abate e pittore francese (n. 1593)
- 26 febbraio - Luigi di Cossé-Brissac, nobile francese (n. 1625)

### Marzo
- 9 marzo - Giulio Mazzarino, cardinale, politico e diplomatico italiano (n. 1602)
- 11 marzo - Mary Scott, III contessa di Buccleuch, nobile scozzese (n. 1647)
- 14 marzo - Adam Lenckhardt, scultore tedesco (n. 1610)
- 22 marzo - Gian Bernardo Frugoni, doge (n. 1591)
- 23 marzo - Pieter de Molijn, pittore e incisore olandese (n. 1595)

### Aprile
- 4 aprile - Alexander Leslie, generale scozzese

### Maggio
- 4 maggio - Jean de Cambefort, cantore e compositore francese
- 9 maggio - Alberik Mazak, presbitero e compositore ceco (n. 1609)
- 10 maggio - Kirill Poluektovič Naryškin, nobile russo (n. 1623)
- 10 maggio - Ranuccio Scotti Douglas, arcivescovo cattolico e diplomatico italiano (n. 1597)
- 14 maggio - Ilario Casolani, pittore italiano (n. 1588)
- 24 maggio - Simeone Difnico, vescovo cattolico italiano (n. 1613)
- 27 maggio - Archibald Campbell, I marchese di Argyll, nobile scozzese (n. 1607)

### Giugno
- 6 giugno - Martino Martini, gesuita, storico e geografo italiano (n. 1614)
- 11 giugno - Giorgio II d'Assia-Darmstadt (n. 1605)
- 21 giugno - Andrea Sacchi, pittore italiano (n. 1599)

### Luglio
- 9 luglio - Federico del Palatinato-Zweibrücken, nobile tedesco (n. 1616)
- 9 luglio - Francesco Paolucci, cardinale italiano (n. 1581)
- 11 luglio - Eitel Federico II di Hohenzollern-Hechingen, principe (n. 1601)
- 21 luglio - Antonius Hambroek, missionario olandese (n. 1607)
- 29 luglio - Valeriano Magni, religioso, diplomatico e filosofo italiano (n. 1587)

### Agosto
- 5 agosto - Cornelis Janssens van Ceulen, pittore olandese
- 6 agosto - Angélique Arnauld, religiosa francese (n. 1591)
- 6 agosto - Flaminio Torri, pittore italiano (n. 1620)
- 7 agosto - Benedetta Carlini, mistica, religiosa e veggente italiana (n. 1590)
- 7 agosto - Jin Shengtan, scrittore, editore e critico letterario cinese (n. 1610)
- 9 agosto - Pieter Danckerts de Rij, pittore olandese (n. 1605)
- 13 agosto - Giovan Francesco Loredan, scrittore italiano (n. 1607)
- 16 agosto - Thomas Fuller, storico e presbitero britannico (n. 1608)
- 28 agosto - Mansueto Merati, vescovo cattolico italiano (n. 1589)
- 29 agosto - Louis Couperin, compositore, clavicembalista e organista francese

### Settembre
- 11 settembre - Jan Fyt, pittore, disegnatore e incisore fiammingo (n. 1611)
- 12 settembre - Christoph Bach, musicista tedesco (n. 1613)
- 16 settembre - Niccolò Placido I Branciforte, nobile e politico italiano
- 19 settembre - Eleonora d'Este, badessa italiana (n. 1597)

### Ottobre
- 4 ottobre - Jacqueline Pascal, poetessa e religiosa francese (n. 1625)
- 6 ottobre - Guru Har Rai, mistico indiano (n. 1630)
- 6 ottobre - Martin Zeiler, scrittore tedesco (n. 1589)
- 13 ottobre - Ernestina di Sayn-Wittgenstein-Hachenburg, nobile tedesco (n. 1626)
- 21 ottobre - Lorenzo Renier, ammiraglio italiano (n. 1604)
- 25 ottobre - Alvaro Alonso Barba, scienziato e presbitero spagnolo (n. 1569)
- 28 ottobre - Ottavio Amigoni, pittore italiano (n. 1606)
- 29 ottobre - Carlo Emanuele Vizzani, giurista e filosofo italiano (n. 1617)
- 31 ottobre - Mehmet Köprülü, militare ottomano (n. 1580)

### Novembre
- 1º novembre - Filippo Prospero di Spagna, nobile spagnolo (n. 1657)
- 1º novembre - Boris Ivanovič Morozov, politico russo (n. 1590)
- 2 novembre - Daniel Seghers, pittore fiammingo (n. 1590)
- 10 novembre - Isabella Appiano, nobildonna italiana (n. 1577)
- 10 novembre - Bernardino Spada, cardinale e collezionista d'arte italiano (n. 1594)
- 11 novembre - David Ryckaert III, pittore fiammingo (n. 1612)
- 16 novembre - Alessandro Tadino, medico italiano (n. 1580)
- 20 novembre - Gabriel Magdelenet, poeta francese (n. 1587)
- 21 novembre - Giulio Cesare Bianchi, religioso e letterato italiano (n. 1590)
- 21 novembre - Alfonso Perez de Vivero, generale e politico spagnolo (n. 1603)
- 26 novembre - Luis Méndez de Haro y Guzmán, politico spagnolo (n. 1598)
- 29 novembre - Brian Walton, vescovo anglicano, teologo e orientalista britannico (n. 1600)

### Dicembre
- 1º dicembre - Franz Wilhelm von Wartenberg, cardinale e vescovo cattolico tedesco (n. 1593)
- 2 dicembre - Vincenzo della Greca, architetto italiano (n. 1592)
- 28 dicembre - Jacques Chausson, scrittore francese

### Senza giorno specificato
- Alexander Adriaenssen, pittore fiammingo (n. 1587)
- Jan van Aken, pittore e incisore olandese (n. 1614)
- Willem Akersloot, incisore, pittore e disegnatore olandese (n. 1600)
- Ambrosio Arce de los Reyes, scrittore spagnolo (n. 1621)
- Hendrick van Balen il Giovane, pittore fiammingo (n. 1623)
- Jan Gerritsz van Bronckhorst, pittore e incisore olandese (n. 1603)
- Georges de Brébeuf, poeta francese (n. 1617)
- Pietro Castelli, botanico e medico italiano
- Cecco Bravo, pittore italiano (n. 1601)
- Luca Cellesi, vescovo cattolico italiano (n. 1577)
- Joos van Craesbeeck, pittore fiammingo
- Francesco Curradi, pittore italiano (n. 1570)
- Girard Desargues, matematico francese (n. 1591)
- François Dieussart, scultore fiammingo
- Elia Diodati, avvocato e giurista svizzero (n. 1576)
- Adriaen Fonteyn, pittore olandese (n. 1606)
- Arthur Haselrig, militare britannico (n. 1601)
- Charles d'Helfer, compositore francese (n. 1598)
- Gerard Houckgeest, incisore e pittore olandese
- Vasile Lupu, sovrano moldavo (n. 1595)
- Giovanni Antonio Mari, scultore italiano (n. 1630)
- Richard Mico, compositore inglese (n. 1590)
- Famiano Nardini, archeologo italiano (n. 1600)
- Pietro Martire Neri, pittore italiano (n. 1591)
- Claude Poussin, scultore francese
- Francesco Ruschi, pittore italiano (n. 1598)
- Zheng Zhilong, militare, pirata e mercante cinese (n. 1604)
- Lucas de Wael, pittore fiammingo (n. 1591)
- Teimuraz I di Cachezia, re (n. 1589)

## Calendario
| Calendario 1661 | Calendario 1661 | Calendario 1661 | Calendario 1661 | Calendario 1661 | Calendario 1661 | Calendario 1661 | Calendario 1661 | Calendario 1661 | Calendario 1661 | Calendario 1661 | Calendario 1661 | Calendario 1661 | Calendario 1661 | Calendario 1661 | Calendario 1661 | Calendario 1661 | Calendario 1661 | Calendario 1661 | Calendario 1661 | Calendario 1661 | Calendario 1661 | Calendario 1661 | Calendario 1661 | Calendario 1661 | Calendario 1661 | Calendario 1661 | Calendario 1661 | Calendario 1661 | Calendario 1661 | Calendario 1661 | Calendario 1661 | Calendario 1661 |
| --------------- | --------------- | --------------- | --------------- | --------------- | --------------- | --------------- | --------------- | --------------- | --------------- | --------------- | --------------- | --------------- | --------------- | --------------- | --------------- | --------------- | --------------- | --------------- | --------------- | --------------- | --------------- | --------------- | --------------- | --------------- | --------------- | --------------- | --------------- | --------------- | --------------- | --------------- | --------------- | --------------- |
|                 | 1               | 2               | 3               | 4               | 5               | 6               | 7               | 8               | 9               | 10              | 11              | 12              | 13              | 14              | 15              | 16              | 17              | 18              | 19              | 20              | 21              | 22              | 23              | 24              | 25              | 26              | 27              | 28              | 29              | 30              | 31              |                 |
| Gennaio         | Sa              | Do              | Lu              | Ma              | Me              | Gi              | Ve              | Sa              | Do              | Lu              | Ma              | Me              | Gi              | Ve              | Sa              | Do              | Lu              | Ma              | Me              | Gi              | Ve              | Sa              | Do              | Lu              | Ma              | Me              | Gi              | Ve              | Sa              | Do              | Lu              |                 |
| Febbraio        | Ma              | Me              | Gi              | Ve              | Sa              | Do              | Lu              | Ma              | Me              | Gi              | Ve              | Sa              | Do              | Lu              | Ma              | Me              | Gi              | Ve              | Sa              | Do              | Lu              | Ma              | Me              | Gi              | Ve              | Sa              | Do              | Lu              |                 |                 |                 |                 |
| Marzo           | Ma              | Me              | Gi              | Ve              | Sa              | Do              | Lu              | Ma              | Me              | Gi              | Ve              | Sa              | Do              | Lu              | Ma              | Me              | Gi              | Ve              | Sa              | Do              | Lu              | Ma              | Me              | Gi              | Ve              | Sa              | Do              | Lu              | Ma              | Me              | Gi              |                 |
| Aprile          | Ve              | Sa              | Do              | Lu              | Ma              | Me              | Gi              | Ve              | Sa              | Do              | Lu              | Ma              | Me              | Gi              | Ve              | Sa              | Do              | Lu              | Ma              | Me              | Gi              | Ve              | Sa              | Do              | Lu              | Ma              | Me              | Gi              | Ve              | Sa              |                 |                 |
| Maggio          | Do              | Lu              | Ma              | Me              | Gi              | Ve              | Sa              | Do              | Lu              | Ma              | Me              | Gi              | Ve              | Sa              | Do              | Lu              | Ma              | Me              | Gi              | Ve              | Sa              | Do              | Lu              | Ma              | Me              | Gi              | Ve              | Sa              | Do              | Lu              | Ma              |                 |
| Giugno          | Me              | Gi              | Ve              | Sa              | Do              | Lu              | Ma              | Me              | Gi              | Ve              | Sa              | Do              | Lu              | Ma              | Me              | Gi              | Ve              | Sa              | Do              | Lu              | Ma              | Me              | Gi              | Ve              | Sa              | Do              | Lu              | Ma              | Me              | Gi              |                 |                 |
| Luglio          | Ve              | Sa              | Do              | Lu              | Ma              | Me              | Gi              | Ve              | Sa              | Do              | Lu              | Ma              | Me              | Gi              | Ve              | Sa              | Do              | Lu              | Ma              | Me              | Gi              | Ve              | Sa              | Do              | Lu              | Ma              | Me              | Gi              | Ve              | Sa              | Do              |                 |
| Agosto          | Lu              | Ma              | Me              | Gi              | Ve              | Sa              | Do              | Lu              | Ma              | Me              | Gi              | Ve              | Sa              | Do              | Lu              | Ma              | Me              | Gi              | Ve              | Sa              | Do              | Lu              | Ma              | Me              | Gi              | Ve              | Sa              | Do              | Lu              | Ma              | Me              |                 |
| Settembre       | Gi              | Ve              | Sa              | Do              | Lu              | Ma              | Me              | Gi              | Ve              | Sa              | Do              | Lu              | Ma              | Me              | Gi              | Ve              | Sa              | Do              | Lu              | Ma              | Me              | Gi              | Ve              | Sa              | Do              | Lu              | Ma              | Me              | Gi              | Ve              |                 |                 |
| Ottobre         | Sa              | Do              | Lu              | Ma              | Me              | Gi              | Ve              | Sa              | Do              | Lu              | Ma              | Me              | Gi              | Ve              | Sa              | Do              | Lu              | Ma              | Me              | Gi              | Ve              | Sa              | Do              | Lu              | Ma              | Me              | Gi              | Ve              | Sa              | Do              | Lu              |                 |
| Novembre        | Ma              | Me              | Gi              | Ve              | Sa              | Do              | Lu              | Ma              | Me              | Gi              | Ve              | Sa              | Do              | Lu              | Ma              | Me              | Gi              | Ve              | Sa              | Do              | Lu              | Ma              | Me              | Gi              | Ve              | Sa              | Do              | Lu              | Ma              | Me              |                 |                 |
| Dicembre        | Gi              | Ve              | Sa              | Do              | Lu              | Ma              | Me              | Gi              | Ve              | Sa              | Do              | Lu              | Ma              | Me              | Gi              | Ve              | Sa              | Do              | Lu              | Ma              | Me              | Gi              | Ve              | Sa              | Do              | Lu              | Ma              | Me              | Gi              | Ve              | Sa              |                 |